# Argulus mississippiensis
Argulus mississippiensis är en kräftdjursart som beskrevs av C. B. Wilson 1916. Argulus mississippiensis ingår i släktet Argulus och familjen karplöss. Inga underarter finns listade i Catalogue of Life.